# Quinta Nova Residencial Fraccionamiento
Quinta Nova Residencial Fraccionamiento är en ort i Mexiko.   Den ligger i kommunen San Pedro Tlaquepaque och delstaten Jalisco, i den centrala delen av landet, 500 km väster om huvudstaden Mexico City. Quinta Nova Residencial Fraccionamiento ligger 1 585 meter över havet och antalet invånare är 316.
Terrängen runt Quinta Nova Residencial Fraccionamiento är kuperad västerut, men österut är den platt. Runt Quinta Nova Residencial Fraccionamiento är det mycket tätbefolkat, med 6 472 invånare per kvadratkilometer. Närmaste större samhälle är Guadalajara, 12,2 km norr om Quinta Nova Residencial Fraccionamiento. Trakten runt Quinta Nova Residencial Fraccionamiento består till största delen av jordbruksmark.